# 贫穷经济学
《贫穷经济学：对抗全球贫困的彻底反思》（英文：Poor economics: a radical rethinking of the way to fight global poverty） （2011 年）是麻省理工学院 (MIT) 经济学教授阿比吉特·班纳吉 和 艾絲特·杜芙若 的非小说类书籍。  中信出版社2018年的中文班译名为，《贫穷的本质：我们为什么摆脱不了贫穷》。
这本书报告了使用基于证据的随机对照试验方法解决全球贫困问题的有效性。 该书获得了 2011 年金融时报和高盛年度商业图书奖。阿比吉特·班纳吉和艾絲特·杜芙若獲得了 2019年諾貝爾經濟學獎。